# NGC 6229
NGC 6229 (również GCL 47) – gromada kulista znajdująca się w gwiazdozbiorze Herkulesa. Odkrył ją William Herschel 12 maja 1787 roku. Jest położona w odległości ok. 99,5 tys. lat świetlnych od Słońca oraz 97,2 tys. lat świetlnych od centrum Galaktyki.